# Sandu Ciorbă
Sandu Ciorbă, vlastním jménem Alexandru Ciorbă (* 30. prosince 1968 Kluž) je rumunský zpěvák a skladatel romského původu.

## Život a kariéra
Narodil se v roce 1968 v Kluži v Transylvánii do rodiny původně hovořící olašskou romštinou. Jeho specifický hudební styl v sobě mísí prvky romské lidové hudby z regionu Transylvánie a rumunské varianty turbofolku manele. Hudba Sandu Ciorby se objevila ve filmech francouzského režiséra Tony Gatlifa Transylvania z roku 2006 a Korkoro z roku 2009. V roce 2013 se jeho singly Dalibomba a Pe cimpoi proslavili v Polsku. V roce 2015 britský deník Huffington Post označil jeho virální videoklip k písni Pe cimpoi za nejpodivnější video na internetu.

## Diskografie
- 2007: Fără adversari Vol. 2 (a Nicolae Guță)
- 2008: Fără adversari Vol. 3 (a Nicolae Guță)
- 2012: Fără adversari Vol. 4 (a Nicolae Guță)
- 2015: King of Gipsy Music
- 2017: Fără adversari Vol. 5 (a Nicolae Guță)